# Furcatoceratops
Furcatoceratops („rozeklaná rohatá tvář“) byl rod býložravého ceratopsidního dinosaura, který žil v období geologického věku pozdní křídy kampánu asi před 75,9 až 75,3 miliony let. Fosilie tohoto dinosaura byly nalezeny na území Montany (USA), ve vrstvách geologického souvrství Judith River. Blízce příbuzný druh Nasutoceratops titusi byl však objeven v relativně vzdáleném Utahu (geologické souvrství Kaiparowits na území Grand Staircase-Escalante National Monument).

## Popis

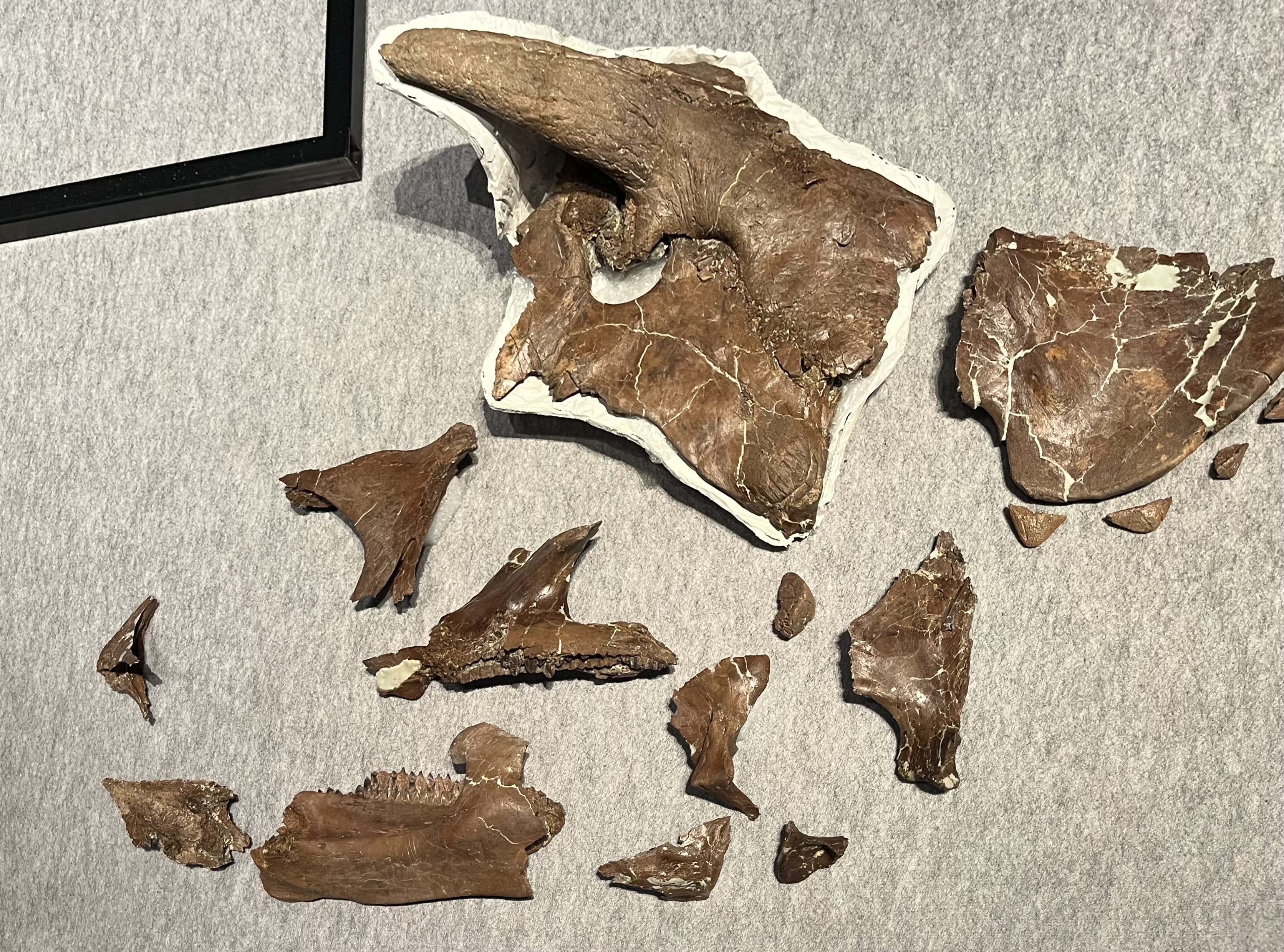
Furcatoceratops - dochované fragmenty lebky.

Furcatoceratops byl ceratopsid menší až střední velikosti, objevený jedinec (typový exemplář) byl ještě nedospělý a plně nedorostlý. V dospělosti byla lebka tohoto rohatého dinosaura dlouhá asi 1,5 metru a celková délka jeho těla činila kolem 4,5 metru. Hmotnost nasutoceratopsinů dosahovala zhruba 1,5 tuny. Typový exemplář furkatoceratopse byl podstatně menší, měřil na délku přibližně 3,5 metru a mohl vážit zhruba 500 kilogramů.

## Zařazení
Tento druh byl vývojově primitivním (bazálním) centrosaurinem a jeho blízkými příbuznými byly druhy Nasutoceratops titusi, Avaceratops lammersi, Crittendenceratops krzyzanowskii a Yehuecauhceratops mudei. Společně tvoří tito čtyři ceratopsidi klad Nasutoceratopsini.

## Paleoekologie
Mezi hlavní predátory nasutoceratopsinů patřili velcí tyranosauridní teropodi, jako byl druh Teratophoneus curriei nebo Daspletosaurus torosus. Dalšími potenciálními predátory těchto dinosaurů byli obří krokodýlovití plazi, jako byl druh Deinosuchus hatcheri.